# Mainzer Straße
La Mainzer Straße (« rue de Mayence ») est une importante voie de Wiesbaden en Allemagne.

## Situation et accès
C'est l'une des plus grandes artères du Wiesbaden qui se prolonge dans l'autoroute 671.

## Origine du nom
La Mainzer Straße tire son nom du fait qu'elle menait à l'origine à Mayence-Cassel, l'ancien quartier de Mayence sur la rive droite du Rhin (de).